# Samuel Kazimierz Przysiecki
Samuel Kazimierz Przysiecki (Przesiecki) herbu Nowina (zm. w 1721/1722 roku) – sędzia ziemski połocki w latach 1696–1721, podsędek połocki w latach 1684–1696, skarbnik trocki w 1684 roku.
Poseł połocki na sejm 1718 roku.